# Luke Gross
Luke Gross (Decatur, 21 novembre 1969) è un ex rugbista a 15 e allenatore di rugby a 15 statunitense, detentore del record di presenze per la Nazionale del suo Paese e, dal 2016, tecnico della franchise del Sacramento Express nel PRO Rugby nordamericano.

## Biografia
Nato in una cittadina della contea di Adams (Indiana), Luke Gross giunse tardi al rugby: infatti, fino all'età di 24 anni, Gross aveva praticato solamente football americano e pallacanestro: in quest'ultima disciplina, mentre militava nella squadra dell'Università dell'Indiana, stabilì il record universitario di 211 falli in una stagione.
Dopo i diplomi universitari in riabilitazione cardiaca e igiene ambientale conobbe il rugby, disciplina alla quale si votò quasi immediatamente con entusiasmo, ed entrò nella formazione di Cincinnati dei Wolfhounds; nel 1997 giunse in Europa e fu ingaggiato da professionista dagli inglesi Harlequins, in cui rimase due stagioni.
Mentre ancora militava a Cincinnati esordì nella Nazionale degli Stati Uniti in un test match contro l'Irlanda; nel 1998 fu ingaggiato dal Rovigo, divenendo così il terzo statunitense dopo Ivan Weissmann (Rugby Milano) e Bill Leversee (Mirano) a militare nel campionato italiano.
Prese parte alla Coppa del Mondo di rugby 1999 in Galles e si trasferì subito dopo al Rugby Roma, con cui si laureò campione d'Italia nel 2000; tornato nel Regno Unito nel 2001 fu ingaggiato dagli Scarlets, formazione di Celtic League; in Galles conobbe colei che nel 2004 divenne sua moglie; prese parte anche alla Coppa del Mondo di rugby 2003 in Australia e, nella stagione successiva alla Coppa del Mondo, militò nel Rotherham, in Guinness Premiership.
La stagione successiva lo vide in campo con la maglia del Newcastle, squadra con cui concluse la carriera professionistica nel 2006.
Da tale data e fino al 2008, anno del suo definitivo abbandono dell'attività agonistica, giocò per i dilettanti del Doncaster.
Ebbe l'occasione di disputare la sua terza Coppa del Mondo nel 2007, ma dopo il suo ultimo match per le Aquile (un test di preparazione contro il Munster senza cap ) si infortunò e, pur rimanendo incluso nella rosa, non prese parte al torneo; l'ultima presenza di Gross in Nazionale è quindi la sconfitta contro la Francia nell'ultima partita della fase a gironi della Coppa del Mondo di rugby 2003; con i suoi 62 incontri disputati per la Nazionale delle Aquile Gross era, all'epoca del ritiro, il recordman di presenze con la maglia degli Stati Uniti (successivamente superato da Mike McDonald e Todd Clever).
Dopo il ritiro Gross divenne allenatore degli avanti della Nazionale Under-20 a stelle e strisce, istruttore federale e successivamente assistente tecnico della Nazionale femminile; dal 2016 è allenatore del Sacramento, team professionistico istituito insieme a Pro Rugby, nuovo campionato nordamericano di prima divisione.

## Palmarès
- Campionati italiani: 1
Rugby Roma: 1999-2000